# Vad évad
A Vad évad (eredeti cím: The Big Year) 2011-ben bemutatott amerikai filmvígjáték, melynek rendezője David Frankel, forgatókönyvírója Howard Frankel. A főszerepben Jack Black, Owen Wilson és Steve Martin látható. A film Mark Obmasci 2004-es The Big Year: A Tale of Man, Nature and Fowl Obsession című szépirodalmi könyve alapján készült.
Az Amerikai Egyesült Államokban 2011. október 14-én jelent meg, Magyarországon DVD-n jelent meg szinkronizálva. 2011. december 2-án jelent meg az Egyesült Királyságban. A forgatás 2010. május és július között zajlott.

## Cselekmény
Közvetlen környezetük ellenállása ellenére Brad Harris programozó és a dúsgazdag iparmágnás, Stu Preissler megvalósítják régóta dédelgetett, életre szóló álmukat. Külön-külön elhatározzák, hogy „Nagy évet” fognak tartani, azaz egy év alatt a lehető legtöbb különböző madárfajt megfigyelni és azonosítani az Egyesült Államokban. Brad annyira tapasztalt, hogy csupán a hangjuk alapján is képes felismerni a madarakat. 
A 2003-as rekordot Kenny Bostick tartja 732 különböző fajjal, akiben igen erős a versenyszellem. Attól tart, hogy az El Niño után megdőlhet a rekordja, ezért harmadik felesége, Jessica aggályai ellenére is nekivág a Nagy Évnek. Jessica és Kenny korábban azt beszélték meg, hogy azt az évet a gyermekvállalásnak szentelik. Jessica úgy gondolja, hogy Kenny két korábbi házassága is a madárszenvedély miatt ment tönkre.
Egy hajókirándulás során Brad és Stu megismerkednek és összebarátkoznak. Brad elmondja Stunak, hogy Nagy év előtt áll, de Stu eltitkolja Brad elől a saját céljait. A tapasztalt, egyedül utazó Kenny azonnal felismeri két ellenfele szándékait, és ahol csak lehet, megtorpedózza a terveiket.
Stu egy sürgős üzleti találkozó miatt lemarad egy fontos madármegfigyelő kirándulásról Attura, az Aleut-szigetek legnyugatibb szigetére. Attun Brad találkozik Ellivel, és összebarátkozik vele. Brad azóta megtudta, hogy Stu is a Nagy Év évében van. Amikor Stu későn érkezik Attura, rövid vita alakul ki kettejük között. Ezt követően azonban úgy döntenek, hogy most együtt szállnak szembe Kennyvel, és kihívják őt a rekord megdöntése miatt.
Amikor Kenny egyik kollégája megpillant egy hóbaglyot, egy olyan madarat, amely mindig is hiányzott Kenny listájáról, Kenny lemond egy fontos időpontot a nőgyógyász rendelőben, ahol Jessica mesterséges megtermékenyítésre készül. Amikor Kenny visszatér, a nő közli vele, hogy el akar válni.
Brad megromlott kapcsolata összetört szívű apjával javul, amikor mindketten találnak egy fülesbaglyot, miközben együtt kutatnak a helyi George Washington Nemzeti Parkban. Bradnek sikerül 734-re növelnie a számlálót, miután Stuval együtt elviszik Annie Auklet hajóját egy hálaadásnapi vihar után. Kenny a múltban többször is kedvtelenül bánt Annie-vel, és a plusz utazással Annie vissza akart vágni Kennynek.
Az év végén Kenny 755 észleléssel áll rajthoz, de közben elvesztette Jessicát. Brad a második helyen végez, de győztesnek érzi magát, mivel szilveszter óta stabilan együtt van Ellivel. Kenny Kínába utazik, hogy egyedül folytassa a madármegfigyelést. Stu mostantól teljes mértékben a családnak, és az unokájának szenteli magát.

## Szereplők
| Szerep                             | Színész          | Magyar hang    |
| ---------------------------------- | ---------------- | -------------- |
| Stu Preissler, cégtulajdonos       | Steve Martin     | Barbinek Péter |
| Brad Harris, számítógép programozó | Jack Black       | Háda János     |
| Kenny Bostick, tetőfedő vállalkozó | Owen Wilson      | Anger Zsolt    |
| Ellie                              | Rashida Jones    | Tornyi Ildikó  |
| Annie Auklet                       | Anjelica Huston  | Andresz Kati   |
| Crane                              | Jim Parsons      | Hamvas Dániel  |
| Jessica Bostick, Kenny felesége    | Rosamund Pike    | Gubás Gabi     |
| Raymond Harris, Brad apja          | Brian Dennehy    | Papp János     |
| Edith Preissler, Stu felesége      | JoBeth Williams  | Kovács Nóra    |
| Brenda Harris, Brad anyja          | Dianne Wiest     | Szabó Éva      |
| Bill Clemont                       | Anthony Anderson | Barát Attila   |
| Phil                               | Tim Blake Nelson | Fekete Zoltán  |

## Dalok
| Dal                                    | Író                                                                     | Előadó                              |
| -------------------------------------- | ----------------------------------------------------------------------- | ----------------------------------- |
| Minor Swing                            | Stéphane Grappelli és Jean Reinhardt                                    | Django Reinhardt                    |
| (If I Had) A Sandwich With You         | Dan DiPrima és Alex Marlowe                                             | Zombie Bank                         |
| Wheel of Fortune Underscore            | courtesy of Sony Pictures                                               |                                     |
| The Devil Never Sleeps                 | Sam Beam                                                                | Iron & Wine                         |
| Pitkin County Turnaround               | Steve Martin                                                            | Steve Martin                        |
| Let It Shine                           | Jeremy Fisher                                                           | Jeremy Fisher                       |
| I'll Have the Halibut                  | Dan DiPrima és Alex Marlowe                                             | Zombie Bank                         |
| Away With Pie                          | Dan DiPrima and Alex Marlowe                                            | Zombie Bank                         |
| The Dog's Decree - Concerto in C Major | Antonio Vivaldi                                                         | Alexandre Desplat                   |
| Viva la Vida                           | William Champion, Christopher Martin, Guy Berryman, & Jonathan Buckland | Coldplay                            |
| Come Fly Away                          | Jeremy Fisher és Jack Livesey                                           | Jeremy Fisher                       |
| Surfin' Bird                           | Alfred Frazier, John Harris, Turner Wilson Jr. és Carl White            | The Trashmen                        |
| Blackbird                              | John Lennon és Paul McCartney                                           | Brad Mehldau                        |
| I Like Birds                           | E                                                                       | Eels                                |
| Adeste fideles                         | Traditional, Arranged by Virginia S. Davidson                           | New York Treble Singers             |
| Silent Night                           | Franz Xaver Gruber, Joseph Mohr és John Freeman Young                   | Bing Crosby                         |
| This Could All Be Yours                | Ryan Miller, Adam Gardner, Brian Rosenworcel és Joe Pisapia             | Guster                              |
| Auld Lang Syne                         | Traditional, Arranged by Guy Lombardo                                   | Guy Lombardo és His Royal Canadians |

## Gyártás
A film forgatása 2010. május 3-a és július 30-a között zajlott Vancouverben.

## Fordítás
- Ez a szócikk részben vagy egészben  az   Ein Jahr vogelfrei! című német Wikipédia-szócikk fordításán alapul.  Az eredeti cikk szerkesztőit annak laptörténete sorolja fel. Ez a jelzés csupán a megfogalmazás eredetét és a szerzői jogokat jelzi, nem szolgál a cikkben szereplő információk forrásmegjelöléseként.